# Derek White
Pas d'image ? Cliquez ici

a Compétitions nationales et continentales officielles uniquement.

b Matchs officiels uniquement.
Dernière mise à jour le 13 février 2024.
Derek White, est né le 30 janvier 1958 à Haddington (Écosse). C’est un joueur de rugby à XV qui a joué avec l'équipe d'Écosse, évoluant au poste de troisième ligne. 

## Carrière
Derek White dispute son premier test match le 6 mars 1982 contre l'équipe de France, et son dernier test match le 21 mars 1992 contre l'équipe du pays de Galles.
Il joue trois matchs de la Coupe du monde 1987, et six matchs de la Coupe du monde 1991. 
Il a joué un test match avec les Lions britanniques en 1989 et deux matchs avec un XV mondial en 1992. 

## Palmarès
- 41 sélections en équipe nationale (+ 2 non officielles)
- Sélections par années : 4 en 1982, 5 en 1987, 5 en 1988, 6 en 1989, 6 en 1990, 11 en 1991, 4 en 1992
- Tournois des Cinq Nations disputés: 1982, 1987, 1988, 1989, 1990, 1991, 1992
- Grand Chelem en 1990 avec l'Écosse